# Northern Cambria, Pennsylvania
Northern Cambria là một thị trấn thuộc quận Cambria, tiểu bang Pennsylvania, Hoa Kỳ. Năm 2010, dân số của thị trấn này là 3835 người.